# Eccellenza Basilicata 2021-2022
Il campionato italiano di calcio di Eccellenza regionale 2021-2022 è il trentunesimo organizzato in Italia. Rappresenta il quinto livello del calcio italiano.

## Stagione
Dopo la scorsa stagione, bloccata dal DPCM per il COVID-19, questo campionato riparte con le stesse squadre ad eccezione del Ripacandida che non si iscrive, al suo posto viene ripescato il Vela. Inoltre l'ASD Grumentum Val D'Agri si è unito in fusione con l'USD Matera Calcio diventando USD Matera Grumentum e lo stesso Vela ha cambiato il nome da ASD Oraziana Venosa a ASD Vela FC.

### Regolamento
La prima classificata accede direttamente al campionato superiore e l'ultima classificata a quello inferiore. Le classificate tra il secondo e il quinto posto effettueranno i play-off per determinare la squadra che accede agli spareggi nazionali. Le classificate tra il penultimo e il quintultimo posto effettueranno i play-out per non retrocedere. Se la differenza punti tra le squadre spareggianti è maggiore o uguale a dieci, gli spareggi non avranno luogo. Se le retrocessioni dalla Serie D 2021-2022 delle squadre lucane, sono due o più, aumentano anche le retrocessioni in Promozione.

## Squadre partecipanti
| Club                             | Città (provincia)           | Stadio                              | Stagione precedente               |
| -------------------------------- | --------------------------- | ----------------------------------- | --------------------------------- |
| Brienza Calcio                   | Brienza (PZ)                | Stadio San Giuliano                 |                                   |
| U.S. Castelluccio                | Castelluccio Inferiore (PZ) | Stadio Nicola Vulcano               |                                   |
| A.S.D. Circolo Sport Vultur 1921 | Rionero in Vulture (PZ)     | Stadio Pasquale Corona              |                                   |
| A.S.D. Elettra Marconia          | Marconia (MT)               | Comunale Regina - Mauro             |                                   |
| A.S.D. Ferrandina 17890          | Ferrandina (MT)             | Stadio Santa Maria                  |                                   |
| A.S.D. Pol. Latronico Terme      | Latronico (PZ)              | Stadio comunale                     |                                   |
| U.S.D. Matera Grumentum          | Matera (MT)                 | Stadio XXI Settembre-Franco Salerno |                                   |
| A.S. Melfi                       | Melfi (PZ)                  | Stadio Arturo Valerio               |                                   |
| Pol. Moliterno                   | Moliterno (PZ)              | Stadio Onofrio Venezia              |                                   |
| Montescaglioso calcio            | Montescaglioso (MT)         | Stadio comunale Viale Kennedy       |                                   |
| S.C. Paternicum                  | Paterno (PZ)                | Stadio Enzo Taddeo                  |                                   |
| A.S.D. Policoro                  | Policoro (MT)               | Stadio Rocco Perriello              |                                   |
| A.S.D. Pomarico                  | Pomarico (MT)               | Stadio comunale Manferrara          |                                   |
| A.S.D. Real Senise               | Senise (PZ)                 | Stadio comunale Rossi               |                                   |
| A.S.D. Real Tolve                | Tolve (PZ)                  | Stadio San Rocco                    |                                   |
| A.S.D. Vela F.C.                 | Venosa (PZ)                 | Campo sportivo Michele Lorusso      | Promozione Basilicata (ripescata) |

## Classifica
|  | Pos. | Squadra          | Pt | G  | V  | N  | P  | GF  | GS | DR  |
|  | ---- | ---------------- | -- | -- | -- | -- | -- | --- | -- | --- |
|  | 1.   | Matera Grumentum | 82 | 30 | 27 | 1  | 2  | 111 | 29 | 82  |
|  | 2.   | Vultur Rionero   | 67 | 30 | 21 | 4  | 5  | 73  | 27 | 46  |
|  | 3.   | Montescaglioso   | 66 | 30 | 20 | 6  | 4  | 59  | 17 | 42  |
|  | 4.   | Melfi            | 63 | 30 | 19 | 6  | 5  | 64  | 21 | 43  |
|  | 5.   | Policoro         | 45 | 30 | 14 | 3  | 13 | 36  | 39 | -3  |
|  | 6.   | Pomarico         | 43 | 30 | 12 | 7  | 11 | 50  | 42 | 8   |
|  | 7.   | Brienza          | 41 | 30 | 11 | 8  | 11 | 46  | 52 | -6  |
|  | 8.   | Real Senise      | 40 | 30 | 12 | 4  | 14 | 36  | 38 | -2  |
|  | 9.   | Castelluccio     | 36 | 30 | 8  | 12 | 10 | 40  | 47 | -7  |
|  | 10.  | Marconia         | 35 | 30 | 10 | 5  | 15 | 38  | 50 | -12 |
|  | 11.  | Paternicum       | 34 | 30 | 8  | 10 | 12 | 29  | 46 | -17 |
|  | 12.  | Ferrandina       | 32 | 30 | 7  | 11 | 12 | 34  | 46 | -12 |
|  | 13.  | Vela             | 29 | 30 | 7  | 8  | 15 | 27  | 54 | -27 |
|  | 14.  | Real Tolve       | 25 | 30 | 8  | 1  | 21 | 26  | 61 | -35 |
|  | 15.  | Moliterno        | 23 | 30 | 6  | 5  | 19 | 21  | 59 | -38 |
|  | 16.  | Latronico (-1)   | 11 | 30 | 3  | 3  | 24 | 12  | 74 | -62 |

Legenda:
       Promosso in Serie D 2022-2023.
      Ammessa ai play-off nazionali.
 Ammessa ai play-off o ai play-out.
       Retrocesso in Promozione Basilicata 2022-2023.
Regolamento:
Tre punti a vittoria, uno a pareggio, zero a sconfitta.
Note:
Il Latronico ha scontato 1 punto di penalizzazione.

## Risultati

### Tabellone
|                  | BRI  | CAS  | CSV  | ELM  | FER  | LAT  | MAT  | MEL  | MOL  | MON  | PAT | POL | POM | RSE  | RTO  | VEL  |
| ---------------- | ---- | ---- | ---- | ---- | ---- | ---- | ---- | ---- | ---- | ---- | --- | --- | --- | ---- | ---- | ---- |
| Brienza Calcio   | –––– | 1-1  | 2-3  | 1-3  | 2-0  | 3-0  | 1-5  | 0-4  | 1-1  | 1-0  | 0-1 | 3-1 | 2-2 | 4-0  | 2-0  | 2-1  |
| Castelluccio     | 2-2  | –––– | 1-5  | 2-2  | 1-1  | 6-1  | 1-2  | 1-3  | 1-1  | 1-1  | 2-0 | 1-2 | 2-2 | 3-1  | 3-2  | 1-0  |
| CS Vultur 1921   | 1-0  | 2-1  | –––– | 3-0  | 3-2  | 4-0  | 1-1  | 2-0  | 2-0  | 0-0  | 4-0 | 0-2 | 5-0 | 2-1  | 4-1  | 7-0  |
| Elettra Marconia | 3-1  | 1-1  | 1-2  | –––– | 1-2  | 2-3  | 1-2  | 1-2  | 3-1  | 0-2  | 1-1 | 2-1 | 2-1 | 0-0  | 2-0  | 2-0  |
| Ferrandina       | 2-2  | 0-0  | 1-2  | 1-2  | –––– | 3-0  | 1-4  | 1-3  | 1-0  | 1-1  | 1-1 | 2-0 | 1-0 | 1-0  | 2-1  | 1-1  |
| Latronico Terme  | 0-1  | 0-0  | 1-3  | 0-1  | 1-1  | –––– | 0-2  | 1-6  | 0-1  | 0-2  | 1-0 | 0-4 | 0-3 | 0-1  | 1-0  | 1-3  |
| Matera Grumentum | 4-0  | 4-1  | 0-1  | 6-2  | 5-1  | 5-0  | –––– | 2-1  | 7-0  | 1-0  | 6-0 | 2-1 | 5-2 | 2-0  | 6-0  | 5-0  |
| Melfi            | 1-1  | 4-0  | 3-1  | 1-0  | 1-1  | 3-0  | 1-3  | –––– | 2-0  | 1-0  | 2-0 | 3-0 | 3-0 | 0-1  | 3-0  | 3-0  |
| Pol. Moliterno   | 0-2  | 0-1  | 1-4  | 2-1  | 1-0  | 2-0  | 2-7  | 1-1  | –––– | 0-1  | 3-2 | 1-2 | 0-2 | 0-0  | 0-1  | 0-3  |
| Montescaglioso   | 4-2  | 4-1  | 2-0  | 0-0  | 4-1  | 5-0  | 4-1  | 1-1  | 6-0  | –––– | 2-1 | 2-0 | 1-0 | 1-0  | 2-0  | 4-0  |
| Paternicum       | 2-2  | 1-1  | 0-2  | 2-3  | 2-0  | 1-1  | 1-3  | 2-2  | 1-0  | 2-0  | -   | 1-0 | 2-2 | 1-1  | 1-0  | 1-1  |
| Policoro         | 3-1  | 1-2  | 3-2  | 2-0  | 3-2  | 1-0  | 0-4  | 0-0  | 1-0  | 0-0  | 1-0 | -   | 0-3 | 1-0  | 1-0  | 3-0  |
| Pomarico         | 0-2  | 0-1  | 1-1  | 2-0  | 1-1  | 3-1  | 1-4  | 2-1  | 2-0  | 1-3  | 4-0 | 1-1 | -   | 3-0  | 4-0  | 6-2  |
| Real Senise      | 4-1  | 1-0  | 2-1  | 3-0  | 3-2  | 4-0  | 2-3  | 0-2  | 2-3  | 0-3  | 1-1 | 3-1 | 1-0 | –––– | 2-0  | 0-1  |
| Real Tolve       | 2-3  | 2-1  | 0-5  | 2-1  | 0-0  | 3-0  | 3-6  | 0-6  | 3-0  | 0-1  | 0-1 | 2-1 | 1-2 | 2-1  | –––– | 1-0  |
| Vela             | 2-2  | 1-1  | 1-1  | 4-1  | 1-1  | 1-0  | 1-4  | 0-1  | 0-1  | 0-3  | 0-1 | 2-0 | 0-0 | 0-1  | 1-0  | –––– |

## Spareggi

### Play-off
|  | Semifinali | Semifinali     | Semifinali |       |   | Finale | Finale | Finale |  |
|  |            |                |            |       |   |        |        |        |  |
|  | 2          | Vultur         |            |       |   |        |        |        |  |
|  | 2          | Vultur         |            |       |   |        |        |        |  |
|  | 5          |                |            |       |   |        |        |        |  |
|  |            | Vultur         | Vultur     | 2     |   |        |        |        |  |
|  |            |                |            | 2     |   |        |        |        |  |
|  |            |                | Melfi      | Melfi | 2 |        |        |        |  |
|  | 3          | Montescaglioso | Melfi      | Melfi | 2 | 1      |        |        |  |
|  | 3          | Montescaglioso |            |       |   |        |        |        |  |
|  | 4          | Melfi          | 4          |       |   |        |        |        |  |

#### Semifinali
|                | Risultati |       | Luogo, data e ora                        |
| -------------- | --------- | ----- | ---------------------------------------- |
| Montescaglioso | 1-4       | Melfi | Montescaglioso, 8 maggio 2022, ore 16,30 |
|                |           |       |                                          |

#### Finale
|        | Risultati |       | Luogo, data e ora                             |
| ------ | --------- | ----- | --------------------------------------------- |
| Vultur | 2-2 (dts) | Melfi | Rionero in Vulture, 15 maggio 2022, ore 16,30 |
|        |           |       |                                               |

### Play-out

#### Semifinali
|      | Risultati |            | Luogo, data e ora                |
| ---- | --------- | ---------- | -------------------------------- |
| Vela | 2-0       | Real Tolve | Venosa, 8 maggio 2022, ore 16,30 |

|            | Risultati |           | Luogo, data e ora                    |
| ---------- | --------- | --------- | ------------------------------------ |
| Ferrandina | 2-1 (dts) | Moliterno | Ferrandina, 8 maggio 2022, ore 16,30 |

#### Finale
|            | Risultati |           | Luogo, data e ora                |
| ---------- | --------- | --------- | -------------------------------- |
| Real Tolve | 2-3       | Moliterno | Tolve, 15 maggio 2022, ore 16,30 |
|            |           |           |                                  |